# Praxithea angusta
Praxithea angusta es una especie de escarabajo longicornio del género Praxithea, tribu Torneutini, subfamilia Cerambycinae. Fue descrita científicamente por Lane en 1966.
La especie se mantiene activa durante el mes de octubre.

## Descripción
Mide 29-38,5 milímetros de longitud.

## Distribución
Se distribuye por Brasil.